# 福山諦法
福山 諦法（ふくやま たいほう、1932年11月13日 - 2021年9月10日）は、日本の僧侶。曹洞宗管長・永平寺79世貫首、仏教伝道協会理事長。道号法諱「絶学諦法」、慈航玄徳禅師。　

## 来歴
東京都出身。旧姓小野田。11歳で愛知県新城市鳳来町に学童疎開。1946年、愛知県豊川市の妙厳寺（豊川稲荷）住職、福山忍裳に就いて得度。同寺の修行僧となる。旧制豊川中学校を経て、駒澤大学仏教学部を卒業。同大学大学院修士課程修了。1958年、永平寺に上山する。豊川稲荷東京別院の副寺（ふうす、経理部長のこと）などを経て、1972年、師僧の福山忍裳遷化に伴い、40歳で豊川閣妙厳寺住職となり、福山姓を襲名する。1985年、大本山永平寺名古屋別院監院就任。永平寺副貫首を経て、2008年1月19日、永平寺第79代貫首に就任。同年に仏教伝道協会第7代理事長に就任。
2016年1月22日より曹洞宗管長に就任（3度目）。任期は2年で、大本山永平寺貫首と大本山總持寺貫首が交互で就任することとなっている。2020年9月29日を以て、永平寺貫主を退董（勇退）した。
2021年9月10日、遷化。88歳没。